# Top-of-the-World (Estados Unidos)
Top-of-the-World es un lugar designado por el censo ubicado en los condados de Pinal y Gila en el estado estadounidense de Arizona. En el Censo de 2010 tenía una población de 231 habitantes y una densidad poblacional de 14,71 personas por km².

## Geografía
Top-of-the-World se encuentra ubicado en las coordenadas 33°20′52″N 110°59′59″O / 33.34778, -110.99972. Según la Oficina del Censo de los Estados Unidos, Top-of-the-World tiene una superficie total de 15.7 km², de la cual 15.7 km² corresponden a tierra firme y (0%) 0 km² es agua.

## Demografía
Según el censo de 2010, había 231 personas residiendo en Top-of-the-World. La densidad de población era de 14,71 hab./km². De los 231 habitantes, Top-of-the-World estaba compuesto por el 91.34% blancos, el 0.43% eran afroamericanos, el 0.43% eran amerindios, el 0% eran asiáticos, el 0% eran isleños del Pacífico, el 4.33% eran de otras razas y el 3.46% pertenecían a dos o más razas. Del total de la población el 17.32% eran hispanos o latinos de cualquier raza.